# 대구달성경찰서
대구달성경찰서(大邱達城警察署, Daegu Dalseong Police Station)는 대구광역시경찰청이 관할하는 경찰서이다. 대구광역시 달성군 일대를 관할한다. 대구광역시 달성군 현풍읍 현풍중앙로 16에 위치하고 있다.
서장은 총경으로 보한다.

## 기본 정보
- 주소: 대구광역시 달성군 현풍읍 현풍중앙로 16

## 연혁
- 1981년 7월 1일: 남대구경찰서에서 분리, 달성경찰서 재설치
- 1995년 3월 1일: 경상북도 달성군이 대구광역시로 편입되면서 경북지방경찰청에서 대구광역시지방경찰청으로 이관

## 관할 파출소
| 명칭         | 사진 | 주소                       | 관할구역    | 치안센터     |
| ------------ | ---- | -------------------------- | ----------- | ------------ |
| 다사치안센터 |      | 다사읍 달구벌대로 800-1    | 다사읍      |              |
| 현풍파출소   |      | 현풍읍 현풍중앙로 70       | 현풍읍      |              |
| 화원파출소   |      | 화원읍 명천로 100          | 화원읍      |              |
| 가창파출소   |      | 가창면 가창로 1076         | 가창면      |              |
| 공단파출소   |      | 논공읍 논공중앙로33길 7    | 논공읍 일부 |              |
| 구지파출소   |      | 구지면 창리로11길 51       | 구지면      |              |
| 논공파출소   |      | 논공읍 비슬로 1788         | 논공읍 일부 | 위천치안센터 |
| 옥포파출소   |      | 옥포읍 비슬로 2294         | 옥포읍      |              |
| 유가파출소   |      | 유가읍 비슬로64길 54       | 유가읍      |              |
| 하빈파출소   |      | 하빈면 달구벌대로55길 58-4 | 하빈면      | 동곡치안센터 |
| 화남파출소   |      | 화원읍 비슬로 2480         | 화원읍      |              |

## 같이 보기
- 대구광역시지방경찰청